# ويلنوك ومانديفيل
ويلنوك (بالإنجليزية: Wenlock)‏ و مانديفيل (بالإنجليزية: Mandeville)‏ هما تعويذتين اولمبيتين استخدمت أثناء دورة الألعاب الأولمبية الصيفية 2012 في لندن، سميت نسبةً لبلدتي موتس ويلنوك وستك مندويل في إنجلترا، وقد تم تصميمهم من قبل شركة إيريس وعرضتا في مايو 2010، وقد تم تصميمهم على شكل أعين كاميرات الخاصة بسيارات الأجرة في لندن.